# Beatriz de Passos Manuel
Beatriz de Passos Manuel e Ferreri (12 de setembro de 1840 —1921 ?), primeira e única Viscondessa de Passos, foi uma nobre portuguesa. Era filha do estadista Manuel da Silva Passos e de Gervásia Joaquina Farinha de Sousa Falcão, do ramo Falcão de Santarém.
Casou com o seu primo co-irmão, Adriano Augusto Brandão de Sousa Ferreri, 1.º visconde de Ferreri, Fidalgo Cavaleiro da Casa Real, Diplomata em Paris e Madrid, Cavaleiro da Real Ordem Militar de Nosso Senhor Jesus Cristo e cavaleiro da Real e Distinguida Ordem Espanhola de Carlos III de Espanha, Governador Civil do Distrito da Guarda, Bacharel formado na Faculdade de Direito da Universidade de Coimbra. Era filho do general Adriano Maurício Guilherme Ferreri e de Maria Romana de Souza Falcão.
A representação do título de Visconde de Ferreri  está hoje nos Barões de São Martinho de Dume (primos Ferreri de Gusmão).
Derivado deste casamento, Beatriz Passos Manuel tornou-se viscondessa de Passos-Ferreri.

## Títulos e honrarias
Beatriz de Passos Manuel recebeu o título de Visconde de Passos por decreto de 24 de Abril de 1861, do rei D. Pedro V de Portugal.
A repreasentação do título de Visconde de Passos está nos Barões de Arcossó, pelo casamento da irmã da primeira viscondessa com o representante daquele título.